# Copilia longistylis
Copilia longistylis är en kräftdjursart som beskrevs av Tamezo Mori botanist  1932. Copilia longistylis ingår i släktet Copilia och familjen Sapphirinidae. Inga underarter finns listade i Catalogue of Life.